# The Tomb of the Cybermen
The Tomb of the Cybermen (Le Tombeau des Cybermen) est le trente-septième épisode de la première série de la série télévisée britannique de science-fiction Doctor Who. Diffusé pour la première fois en quatre parties hebdomadaires du 2 au 23 septembre 1967, il marque la troisième apparition des Cybermen dans la série.

## Accroche
Le Docteur et ses compagnons atterrissent sur la planète Telos où une équipe d'archéologues tente de retrouver la trace de la civilisation disparue des Cybermen. L'expédition rencontre de nombreux sabotages.

## Casting
- Patrick Troughton — Le Docteur
- Frazer Hines — Jamie McCrimmon
- Deborah Watling — Victoria Waterfield
- Shirley Cooklin — Kaftan
- Roy Stewart — Toberman
- George Pastell — Eric Klieg
- Aubrey Richards — Professor Parry
- Cyril Shaps — Viner
- Bernard Holley — Peter Haydon
- George Roubicek — Captain Hopper
- Clive Merrison (en) — Jim Callum
- Alan Johns — Ted Rogers
- Ray Grover — Crewman
- Peter Hawkins — Voix des Cybermen
- Michael Kilgarriff — Le Contrôleur des Cybermen
- Hans de Vries, Tony Harwood, John Hogan, Richard Kerley, Ronald Lee, Charles Pemberton, Kenneth Seeger, Reg Whitehead — Les Cybermen

## Résumé
Après avoir accueilli Victoria dans le TARDIS, le Docteur et Jamie atterrissent sur la planète Telos. Ils rencontrent alors dans les montagnes une troupe d'archéologues menée par le Professeur Parry et financée par Kaftan : ces derniers recherchent des ruines de la civilisation Cybermen, disparue depuis plus de 500 ans. Pris pour les membres d'une expédition adverse, le Docteur et ses compagnons se voient obligés de rester avec la troupe et font connaissance avec l'équipage : Toberman l'homme fort du groupe, Klieg l'accompagnateur de Kaftan, Haydon un des jeunes assistants de Parry et le Capitaine Hopper, le pilote de la fusée ayant amené l'expédition.
Après avoir ouvert la porte du tombeau, les membres de l'expédition en explorent les différentes salles, accessibles par des séries de leviers complexes. Dans une des salles, Kaftan simule la curiosité pour enfermer Victoria dans un sarcophage Cyberman, dont elle ne sortira que grâce à l'action du Docteur. Explorant ce qui semble être une salle de test, Jamie et Haydon activent une sorte de film hypnotique. Malgré l'intervention du Docteur, Haydon se fera tirer dessus par un dispositif de défense.
Alors que l'expédition semble vouloir faire demi-tour face aux dangers, le capitaine Hopper signale que son vaisseau a été saboté. Attendant dans le tombeau, Victoria trouve une sorte de rat métallique inanimé qui s'avère être un Cybermat et Klieg découvre une séquence permettant d'ouvrir une trappe. Laissant Kaftan et Victoria ensemble dans la salle principale, les membres de l'expédition tombent sur des Cybermen en hibernation, que Krieg libère du sommeil. Lui et Kaftan font partie d'une secte appelée "la fraternité des logiciens" dont le but est de réanimer les Cybermen pour en devenir les chefs.
Mais leur chef, le contrôleur Cyberman, tient à rester le chef et à faire de Klieg un des leurs en le transformant en Cyberman. Le contrôleur révèle que leur civilisation ayant été balayée par l'explosion de la planète Mondas, ce tombeau a été construit sur Telos dans le but d'être réanimé par un esprit aussi logique que le leur. Dans la salle principale, Kaftan drogue Victoria et referme la trappe. L'intervention d'Hopper, ainsi qu'une attaque par un des Cybermats, la force à ouvrir la trappe et à libérer le Docteur et le reste de l'expédition, moins Toberman qui a été pris par les Cybermen pour qu'il devienne un des leurs.
Kaftan et Klieg sont enfermés dans la salle de test. Alors qu'ils passent la nuit dans la salle principale, le Docteur se confie à Victoria peu de temps avant qu'ils ne subissent une attaque de Cybermats. Après les avoir désactivés grâce des câbles électriques, ils sont surpris par l'irruption dans la salle de Kaftan et Klieg armés d'un pistolet de Cyberman. Ceux-ci rouvrent la trappe et ramènent Toberman sans savoir que celui-ci a été transformé par les Cybermen. Il trahit alors Klieg et Kaftan au moment où ceux-ci comprennent qu'ils ne pourront jamais diriger les Cybermen.
Après la mort de Klieg et Kaftan, le Docteur fait prendre conscience à Toberman qu'il peut se rebeller au lieu de suivre aveuglément les Cybermen. Avec son aide et celle du reste de l'expédition, le Docteur remet les Cybermen en hibernation et scelle le tombeau en l'électrifiant. Toberman se sacrifie en refermant la porte du tombeau au moment où le Contrôleur est prêt à sortir. Alors que les membres de l'expédition repartent de leur côté, le Docteur se dit heureux que les Cybermen soient scellés à jamais. Il ne s'aperçoit pas qu'un Cybermat a réussi à s'enfuir.

## Continuité
- L'épisode reprend juste après la fin de l'épisode précédent par l'introduction de Victoria dans le TARDIS. De plus, la mort du père de Victoria est évoquée au travers d'une discussion.
- Les Cybermen reconnaissent le Docteur et des événements tels que la destruction de Mondas ( « The Tenth Planet » ) et l'attaque de la base lunaire ( « The Moonbase » ) sont évoqués.
- Le Docteur avoue à Victoria qu'il a 450 ans, qu'il vient d'une autre planète et mentionne ses bons moments passés avec sa famille (sans jamais mentionner Susan).